# أوين مور
أوين مور (بالإنجليزية: Owen Moore)‏ (و. 1886 – 1939 م) هو ممثل، من الولايات المتحدة الأمريكية، ولد في مقاطعة ميث، توفي في بيفرلي هيلز كاليفورنيا، عن عمر يناهز 53 عاماً بسبب نوبة قلبية.

## وصلات خارجية
- أوين مور على موقع IMDb (الإنجليزية)
- أوين مور على موقع ألو سيني (الفرنسية)
- أوين مور على موقع أول موفي (الإنجليزية)
- أوين مور على موقع قاعدة بيانات الأفلام السويدية (السويدية)
- أوين مور على موقع إن إن دي بي (الإنجليزية)
- أوين مور على موقع قاعدة بيانات الفيلم (الإنجليزية)
- أوين مور على موقع كينوبويسك (الروسية)